# Ендру Абот
Ендру Делано Абот (енгл. Andrew Delano Abbott; рођен у новембру 1948) је амерички социолог и друштвени теоретичар који ради на Универзитету у Чикагу. Његова истраживања обухватају теме од занимања и професија, преко филозофије метода и историје академских дисциплина до социологије знања. Такође је уредник Америчког Социолошког Журнала.

## Образовање и каријера
Абот је похађао Филипс Академију у Андоверу, и дипломирао историју и књижевност на Харварду. Од 1971. до 1982. био је студент Одсека за Социологију Универзитета у Чикагу. Одбранио је своју тезу 1982. написану под надзором Мориса Јановица . Теза, никад објављена, била је студија појаве психијатрије као занимања.
У периоду од 1978. до 1991, био је на факултету Универзитета Раџерс, након чега се вратио на Универзитет у Чикагу, где је заузимао различите позиције. Био је вођа одсека за друштвене науке (1993—1996) и одељења за социологију (1999—2002). До скоро, био је председник универзитетског библиотекарског одбора, где је започео развој Библиотеке Мансуето, иновативне структуре Чија је улога да истраживачима олакша приступ материјалу.
Такође, Абот је уредник водећег социолошког журнала у САД, Америчког Социолошког Журнала од 2000.те године. Пре тога, уређивао је Рад и Занимања од 1991. до 1994.

## Награде
Абот је примио многе награде и признања за свој рад, међу којима је неколико награда Америчког Социолошког Удружења. Члан је of the Америчке Академије Наука и Уметности и примио је Doctor Honoris Causa од Универзитета Версаја - Сен Квентин (2011. Француска). Такође, повезан је са Колеџом Нафилд на Оксфорду.

## Области Истраживања

### Професије
Аботово истраживање у овој области је од великог значаја. Његов првобитан рад бавио се професијама и давао објашњења за њихову унутрашњу статусну структуру. У Систему Професија  (1988), Абот каже да су професије занимања која су успешно одржала монопол ("јурисдикцију") над одређеним активностима. Обазирући се на претходна истраживања у овој области, али и дистанцирајући се од њих, он позива на систематски приступ професијама.. Прецизније, заступао је не само обраћање пажње на развој професија у току времена (њихову "природну историју"), већ и проучавање њиховог међусобног односа у сваком тренутку. Књига је добила награду АСА Сорокин 1991. и од тад је стални предмет дискусије .

### Методи
Други важан аспект Аботовог рада бави се методима и њиховим односом са (друштвенонаучним) знањем. Рано у својој каријери, Абот је изразио своје незадовољство хегемонијом инференцијалне статистике у америчкој социологији. Та техника, чије је предности признао, опак се ослања на групу филозофских претпоставски, чије су импликације често занемарене. Покушавајући да обезбеди методолошки лек за проблеме који из тога произилазе, Абот је у социологију увео рачунске технике за анализирање секвенци података - тачније оптимално повезујућа анализа, техника која примећује блискост међу огромним бројем секвенци, на тај начин омогућавајући квантитативан приступ каријерама и другим социолошким подацима. Књига Време Значи, објављена 2001, је збирка есеја филозофије метода која сумира и развија Аботове аргументе о времену и процесима. Развој ове групе метода је имао велики утицај у области анализе друштвених секвенци.

### Дисциплине
Абот је анализирао академске дисциплине у две књиге, Одељење и Дисциплина (1999) и Хаос Дисциплине (2001). Прва књига анализира историју социологије у Чикагу, са посебним освртом на Амерички Социолошки Журнал. Друга даје систематски приступ интелектуалном развоју досциплина. Абот заступа становиште да су друштвене науке организоване "фракталном дистинкцијом". На пример, подела метода (на квалитативни и квантитативни нпр) или дисциплина (историја и социологија) се понавља у њима самима (социологија се дели на историјску и социолошку, као и историја). Дакле, дисциплине пролазе кроз трајни процес "фрактализације", који је, комбинован са спољним утицајима (финансије, посао, политика) умногоме одговоран за еволуцију знања.
Абот је много писао о продукцији знања. Од Метода Открића (2004) до Дигиталног Папира (2014), анализирао је многобројне начине сазнања и њихове односе са материјалима. Друга књига садржи осврт на услове и форме знања у добу велике количине података и, на основу његовог искуства као наставника и академика, даје стратегије за поступање са њим.

### Барбара Целарент
Абот је у скорије време написао низ есеја о страним књигама. Свако издање Америчког Социолошког Журнала садржи дуг есејски коментар на књигу, под псеудонимом Барбара Целарент. Према њеној интернет презентацији, Барбара је педесетједногодишња жена, која пише из 2049-е, и "професор је социологије партикуларитета на Универзитету Атлантиде са Нептуна" За више детаља о Барбари, погледајте њен портрет, чији је аутор Алан Сика.